# Europcard
Een Europcard is een datakaart uit de motorsport waarop motorinformatie werd opgeslagen die later in de computer kon worden afgelezen. 
De Europcard die bijvoorbeeld JJ Cobas in 1990 gebruikte bevatte informatie over toerental, gashendelstand, watertemperatuur, versnelling, in- en uitveren van voor- en achtervering. Ook wel datacard of memocard genoemd. De beperkte opslagcapaciteit van de europcard versnelde de opmars van telemetrie.